# Osilnica
Osilnica – wieś w Słowenii, w gminie Osilnica. W 2018 roku liczyła 76 mieszkańców.